# Estaing (Hautes-Pyrénées)
Estaing is een gemeente in het Franse departement Hautes-Pyrénées (regio Occitanie) en telt 77 inwoners (2009). De plaats maakt deel uit van het arrondissement Argelès-Gazost.

## Geografie
De oppervlakte van Estaing bedraagt 86,0 km², de bevolkingsdichtheid is dus 0,9 inwoners per km².

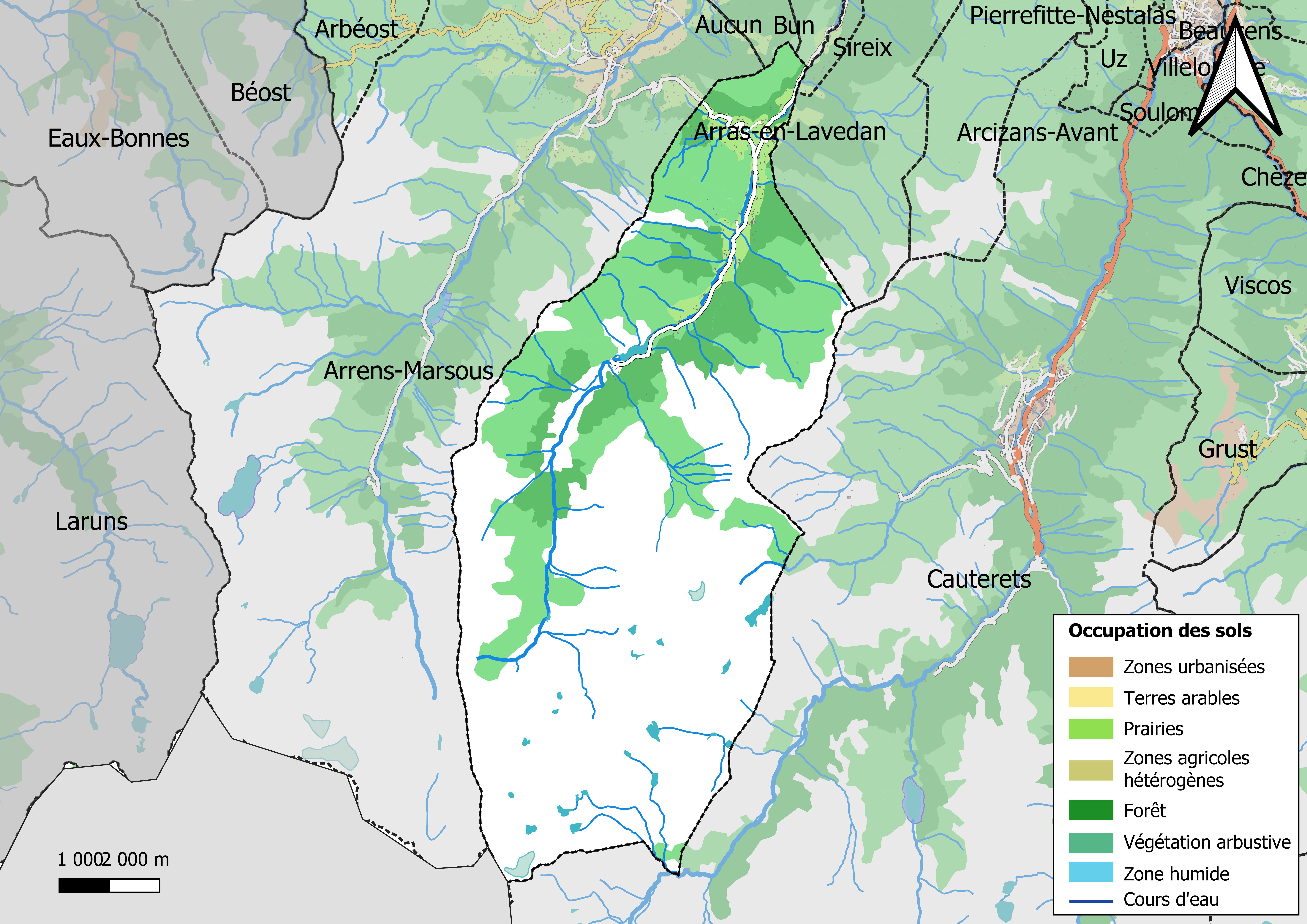
Kaart van de gemeente met belangrijkste infrastructuur, bodemgebruik en omliggende gemeenten

## Demografie
Onderstaande figuur toont het verloop van het inwonertal (bron: INSEE-tellingen).